# Peine de mort à Cuba

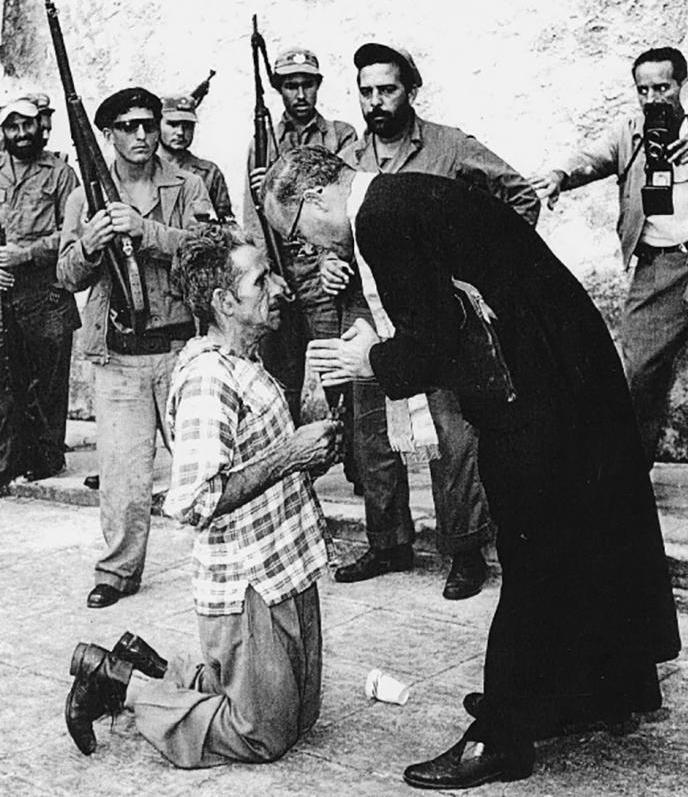
Derniers sacrements de Jose Rodriguez, sous-officier cubain condamné à mort en 1960.

La peine de mort à Cuba est abolie avec la constitution de 1940. Puis, réintroduite officiellement par Fidel Castro lors de son accession au pouvoir en 1959. Mais Cuba est considéré comme « abolitionniste de fait », les trois dernières exécutions remontant au 11 avril 2003.

## Historique
La peine de mort est abolie à Cuba avec la constitution de 1940.

### Régime castriste
Avant l'arrivée au pouvoir en 1959, la loi de la Sierra Maestra, décrétée le 11 février 1958, instaure  la peine de mort dans le cadre de la guerre de guérillas engagée  contre la dictature de Fulgencio Batista.
La constitution est modifiée en 1959 par Fidel Castro pour la réintroduire légalement. Ce dernier organise alors les procès des criminels de guerre qui conduisent à des « centaines d’exécutions ». Devant les exécutions le nouveau Président Manuel Urrutia Lleó exige l'arrêt immédiat de la « justice sommaire ». Fidel Castro rétorque que « les assassins seront fusillés jusqu'au dernier ». Aux critiques évoquant « l'iniquité » des procès, Fidel Castro indique « La justice révolutionnaire n'est pas fondée sur des principes légaux, mais sur des convictions morales... Nous n'exécutons pas des innocents ni des opposants politiques. Nous exécutons des meurtriers qui le méritent ». L'historienne Jeannine Verdès-Leroux indique que la Commission internationale de juristes, considérait  que c'était justifier la peine de mort pour des raisons politiques .
La loi du 15 février 1999 (loi 87) prévoit l'extension de la peine de mort pour « les cas graves de trafic de drogues, de corruption de mineurs et de vol à main armée ». En 1999 treize personnes ont été exécutées. Un moratoire est déclaré en 2000 mais interrompu le 11 avril 2003 avec l'exécution de trois Cubains. En effet, le 2 avril, onze Cubains, huit hommes et trois femmes, s'emparent sous la menace d'armes d'un bateau avec 50 passagers à bord. Les candidats à l'exil exigent de rejoindre les États-Unis. Mais en panne de carburant, le bateau doit s'arrêter à proximité de La Havane et les forces de sécurité cubaines prennent le contrôle du bateau. Aucune victime n'est à déplorer,. Ils ont été jugés et exécutés en huit jours, condamnés pour « terrorisme ».
Quarante prisonniers attendent en 2008 leur éventuelle exécution dans le couloir de la mort. Toutes sont commuées en peine de prison sous la présidence de Raúl Castro, en fonction depuis le 24 février 2008. Ce dernier précise : « Cette décision a été adoptée, non à la suite de pressions, mais comme un acte souverain en accord avec la conduite humanitaire et éthique » néanmoins cela « ne signifie pas que nous supprimons la peine de mort du Code pénal ».

## Code pénal
Le code pénal précise que la peine de mort « est uniquement applicable dans les cas les plus graves de la commission des crimes pour lesquels elle est établie. Ces crimes sont : 
- La trahison et l'espionnage (art 91) ;
- Incitation à une agression étrangère (art 92) ;
- Faire la guerre à Cuba (art 93.1) ;
- Aide à l'ennemi (art 94.1) ;
- Espionnage (art 97.1) ;
- Rébellion (art 98.1) ;
- Sédition (art 100) ;
- Usurpation d'un mandat politique ou militaire (art 102) ;
- Sabotage aux conséquences graves (art 105) ;
- Conspiration d'actes terroristes aux moyens de substances inflammables ou dangereuses (art 106) ;
- Actes de terrorismes (art 107.1) ;
- Terrorisme en empoisonnant les denrées ou tout autre chose de consommation (art 108) ;
- Crimes contre la paix et le droit international (art 110.1) ;
- Génocide (art 116.1) ;
- Piraterie (art 117) ;
- Mercenariat (art 118.1) ;
- Apartheid (art 120.1) ;
- Autres actes contre la sécurité de l'État (art 124.1)
- Assassinat (meurtre avec circonstances aggravantes telles que la préméditation, art 263) ;
- Viol sur un enfant de moins de 12 ans ou suivi de mutilations (art 298) ;
- Pédophilie avec violence sur un enfant de moins de 14 ans ou suivi de mutilations (art 299).

L'âge minimum pour être condamné à mort est de 20 ans, la sentence est exécutée par fusillade.